# Horitzons perduts (pel·lícula de 1973)
Horitzons perduts (títol original en anglès:  Lost Horizon) és una pel·lícula dels Estats Units dirigida per Charles Jarrott, estrenada el 1973 i basada en la novel·la de 1933 Lost Horizon de James Hilton. Ha estat doblada al català. Aquesta pel·lícula és un remake de la pel·lícula homònima dirigida per Frank Capra i estrenada el 1937.

## Argument
Un grup de personatges estrangers, es troba a la ciutat de Baskula i provant de fugir de la guerra, aconsegueixen un avió que s'espera que els porti fins a Hong Kong. Però l'avió és segrestat i un accident mecànic els obligarà a aterrar dalt de l'Himàlaia on, curiosament, els passatgers són rescatats i portats a un lloc paradisíac, on no hi ha malalties i on es pot viure molts anys en pau i en harmonia. El lloc és conegut com a Shangri-La… Però també allà hi ha algú que anhela marxar.

## Repartiment
- Peter Finch: Richard Conway
- Liv Ullmann: Catherine
- Sally Kellerman: Sally Hughes
- George Kennedy: Sam Cornelius
- Michael York: George Conway
- Olivia Hussey: Maria
- Bobby Van: Harry Lovett
- James Shigeta: To Len
- Charles Boyer: pare Bero, el Gran Lama
- John Gielgud: Chang
- Larry Duran: el pilot asiàtic
- Hedley Mattingly: Coronel Rawley
- Kent Smith: Bill Fergunson
- Miiko Taka: la infermera
- John Van Dreelen: Doctor Verden
- Bruce Davis Bayne: un passatger de la línia aèria